# 沉默的證人
《沉默的證人》（英語：Bodies at Rest）是一部於2019年上映的香港和中國大陸合拍電影，由雷尼·哈林導演，黃明昇任動作設計，張家輝、任賢齊、楊紫主演。

## 劇情
講述法醫陳嘉豪（張家輝飾）和實習生喬琳（楊紫飾）在某夜無意間被來歷不明的三名歹匪突襲。Santa（任賢齊飾）是神秘犯罪頭目，帶領着Rudolph（馮嘉怡飾）及Elf（陳家樂飾），於平安夜闖入香港法醫中心突襲殮屍房，目的不是劫屍，而是搶奪證物，引出了一樁歷時數年手法獨特的連續殺人案。

## 演員

### 領銜主演
| 演員                    | 角色   | 備註                                                                         |
| 張家輝                  | 陳嘉豪 | 法醫 喬琳之上司                                                              |
| 楊紫 （粵配：李澄）     | 喬琳   | 實習法醫 陳嘉豪之下屬                                                        |
| 任賢齊 （粵配：歐錦棠） | 唐世杰 | Santa 督察，实为黑警 蘇偉康、蘇浩然之老大 最终陈嘉豪把子弹还给自己时不慎摔死 |

### 主演
| 演員                    | 角色   | 備註                                                             |
| 克拉拉                  | 鄭安琪 | Bobby女友 黑帮老大女儿 被唐世杰殺害                              |
| 馮嘉怡 （粵配：火火）   | 蘇偉康 | Rudolph 黑警 Santa之手下，后被其出卖 蘇浩然之兄 最终被唐世杰枪杀 |
| 陳家樂                  | 蘇浩然 | Elf 黑警 Santa之手下 蘇偉康之弟 最终被抬尸器夾毙                 |
| 馬書良 （粵配：蔡國慶） | 金叔   | 殮房之保安 被唐世杰枪杀                                          |

### 其他演員
| 演員            | 角色   | 備註                                                                                        |
| 歐陽靖          | 威仔   | 殮房之清潔工人 最终被唐世杰枪杀                                                             |
| 郭晉安          | 阿傑   | 殯儀館員工 負責從殮房接收屍體往殯儀館                                                       |
| 郭羨妮          | 沈慧雯 | 陳嘉豪之亡妻 多年前的珠寶店劫案中的死者 兇手後被唐世杰放走及毀滅證據 僅在陳嘉豪之回憶中出現 |
| 吳卓羲          | 李警官 | 軍裝警員 打斗中最终被唐世杰一伙枪杀                                                         |
| 明鵬 （粵配：譚禹晋） | 吳警官 | 軍裝警員 打斗中最终被唐世杰一伙枪杀                                                         |
| 古天祥          | Bobby  | 毒販 鄭安琪男友 唐世杰之合作伙伴 被唐世杰扭斷頸骨而死                                       |
| 林曉峰          | 電台DJ | 聲音演出                                                                                    |

## 外部連結
- 香港影庫上《沉默的證人》的資料（繁體中文）
- 时光网上《沉默的證人》的資料（简体中文）
- 豆瓣电影上《沉默的證人》的資料 （简体中文）
- 互联网电影数据库（IMDb）上《沉默的證人》的资料（英文）